# Alberto Ruy Sánchez
Alberto Ruy Sánchez (Città del Messico, 7 dicembre 1951) è uno scrittore messicano.
Prima formazione scientifica in patria. A  Parigi dal 1975 al 1983, dove studia con Jean Narboni, Gilles Deleuze, Jacques Rancière e Roland Barthes. Lavora preso editori e riviste. È del 1975 il primo viaggio in Marocco, dove scopre la città d'Essaouira, l'antica Mogador, che sarà luogo e miraggio di un'epopea del desiderio composta attraverso romanzi e racconti. 
In Messico, dal 1984, è caporedattore di Vuelta, la rivista di Octavio Paz. Nel 1988 rileva Artes de Mexico, una vecchia testata arti et tradizioni messicane, facendone uno dei modelli editoriali più splendidi  e pregiati dell'America Latina, che tuttora dirige. Ha pubblicato 19 libri premiati e tradotti in inglese, francese, arabo, turco e serbo. La sua opera ha ottenuto il Premio Xavier Villaurrutia, il più prestigioso del Messico, e  molti altri. Nel 2000 gli è stato conferito l'Ordre des Arts et des Lettres dal governo francese.

## Opere

### Romanzi
- 1987 Los Nombres del aire
- 1996 En los Labios del agua
- 1998 De Agua y Aire. Disco
- 2001 Los Jardines secretos de Mogador, tradotto in Italia in "I giardini segreti di Mogador", edito da Poiesis Editrice.
- 2005 Nueve veces el asombro
- 2007 La mano del fuego

### Teatro
- 1987 Los Demonios de la lengua
- 1994 Cuentos de Mogador.
- 1999 De Cómo llegó a Mogador la melancolía
- 2001 La Huella del grito

### Saggi
- 1981 Mitología de un cine en crisis
- 1988 Al Filo de las hojas
- 1990 Una Introducción a Octavio Paz
- 1991 Tristeza de la verdad: André Gide regresa de Rusia
- 1992 Ars de cuerpo entero
- 1995 Con la Literatura en el cuerpo
- 1997 Diálogos con mis fantasmas
- 1999 Aventuras de la mirada
- 2000 Cuatro escritores rituales

### Poesie
- 1990. La Inaccesible

## Riconoscimenti
- 1987, Premio Xavier Villaurrutia
- 1988, Fellow, John Simon Guggenheim Memorial Foundation
- 1991, Premio di letteratura José Fuentes Mares
- 1993, Miembro del Sistema Nacional de Creadores'
- 1998, Cittadinanza onoraria di Louisville, Kentucky
- 1999, Membro onorario del capitolo Mu Epsilon della National Hispanic Society Sigma, Delta, Pi, USA
- 1999, Kentucky Colonel
- 2000, Prix des Trois Continents
- 2001, Officier de l'Ordre des Arts et des Lettres
- 2002, Honorary Captain of the Historical Steam Boat La belle de Louisville
- 2003, Premio Cálamo
- 2005, Gran Orden de Honor Nacional al Mérito Autoral
- 2006, Premio a la Excelencia de lo Nuestro
- 2006, Premio Juan Pablos al Mérito Editorial